# Hans Stiglund

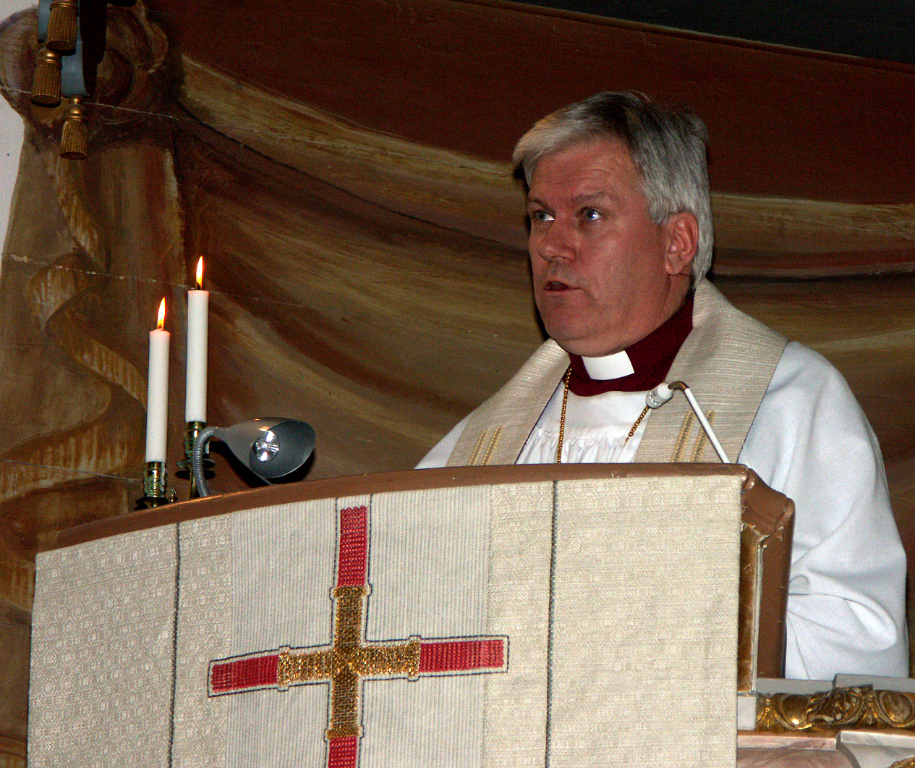
Hans Stiglund

Hans Stiglund (* 8. Juni 1955 in Haparanda) ist ein emeritierter schwedischer, lutherischer Bischof im Bistum Luleå.

## Leben
Stiglund wurde 1955 in Haparanda geboren. Nach seiner Schulzeit studierte er Theologie. Ab 1980 war Stiglund als lutherischer Pfarrer im Bistum Göteborg tätig. Von 2002 bis 2018 war Stiglund Bischof der Schwedischen Kirche im Bistum Luleå.